# Mier (Indiana)
Mier es un lugar designado por el censo ubicado en el condado de Grant en el estado estadounidense de Indiana. En el Censo de 2010 tenía una población de 78 habitantes y una densidad poblacional de 126,01 personas por km².

## Geografía
Mier se encuentra ubicado en las coordenadas 40°34′29″N 85°49′24″O / 40.57472, -85.82333. Según la Oficina del Censo de los Estados Unidos, Mier tiene una superficie total de 0.62 km², de la cual 0.62 km² corresponden a tierra firme y (0%) 0 km² es agua.

## Demografía
Según el censo de 2010, había 78 personas residiendo en Mier. La densidad de población era de 126,01 hab./km². De los 78 habitantes, Mier estaba compuesto por el 98.72% blancos, el 0% eran afroamericanos, el 0% eran amerindios, el 0% eran asiáticos, el 0% eran isleños del Pacífico, el 1.28% eran de otras razas y el 0% pertenecían a dos o más razas. Del total de la población el 1.28% eran hispanos o latinos de cualquier raza.